# Класвал
Класвал — село та колишній муніципалітет у нідерландській провінції Південна Голландія. Він розташований у центрі одного з островів Гуксе-Вард. Класвал був окремим муніципалітетом до 1984 року, коли він був об'єднаний з Нумансдорпом і утворив муніципалітет Кромстрієн.

## Історія
Село вперше згадується в 1555 році як «Клаес Ваел» і означає «басейн після прориву дамби, що належить Клаесу (особі)».
У 1539 році було розпочато обсипання польдера Het Westmaas Nieuwland. Лорди зарезервували частину нової землі для нового заснованого села Claeswaal . Перші будівлі були побудовані вздовж Voorstraat. В кінці цієї вулиці в 1566 році була побудована церква. Спочатку він був побудований як католицький костел, але пастор Стрієна не хотів приїжджати в село, оскільки вважав відстань занадто далекою. Громада знайшла служителя, який мав бажання проводити богослужіння, тому богослужіння мали протестантський характер.
Голландська реформатська церква – це однопрофна церква з тонкою вежею 1566 року. Протягом своєї історії він був кілька змінений. Водонапірна вежа — восьмигранна залізобетонна вежа, побудована в 1929 році.
У 1602 році було закінчено насип польдера Nieuw-Cromstrijense. Відтоді Класвал більше не має зв’язку з Голландс-Діп.
У 1840 році в Класвалі проживала 651 особа. Він був незалежним муніципалітетом до 1984 року, коли його об'єднали в Кромстрієн. У 2019 році він став частиною муніципалітету Гуксе-Вард.

## Галерея

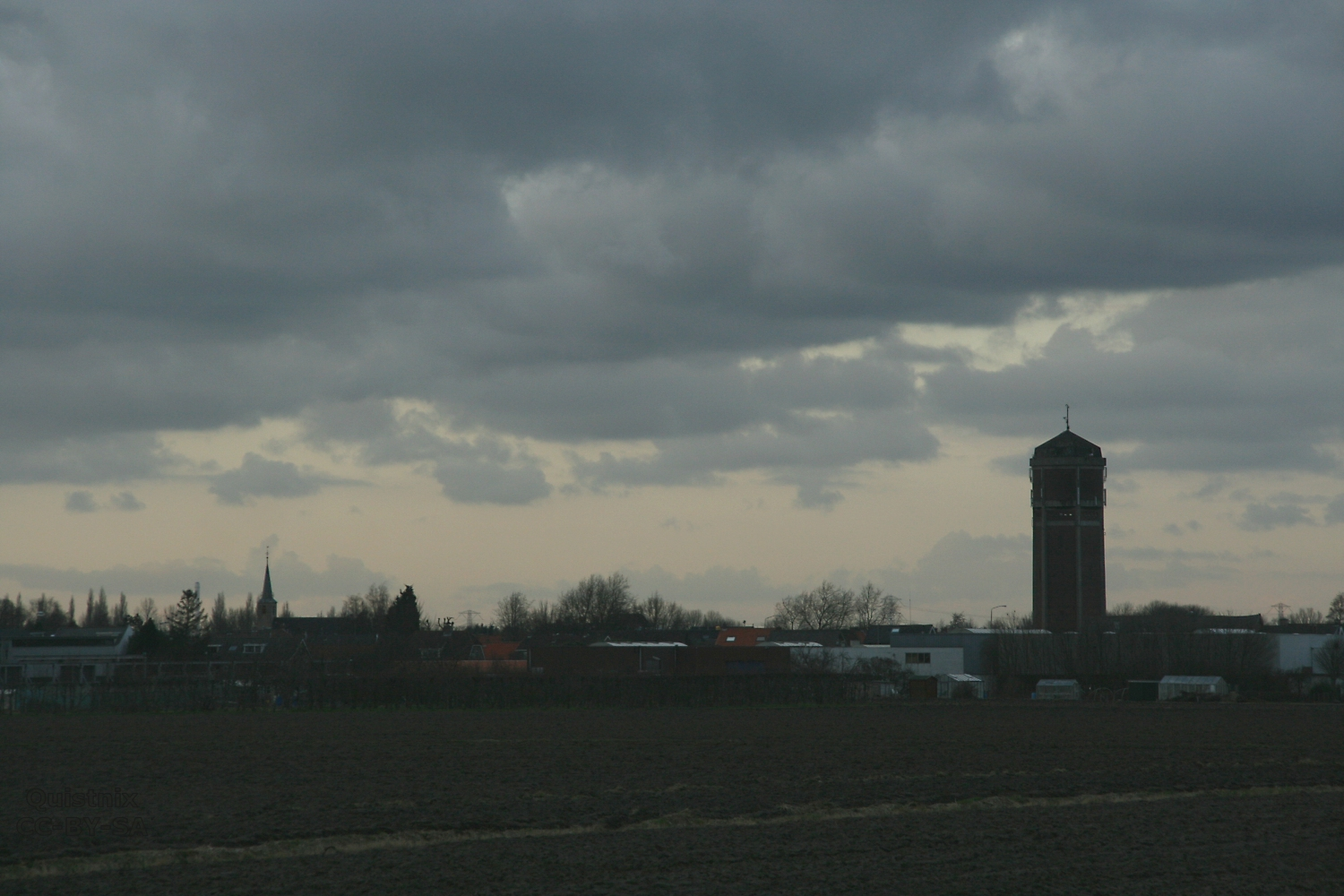
Klaaswaal, вид на село
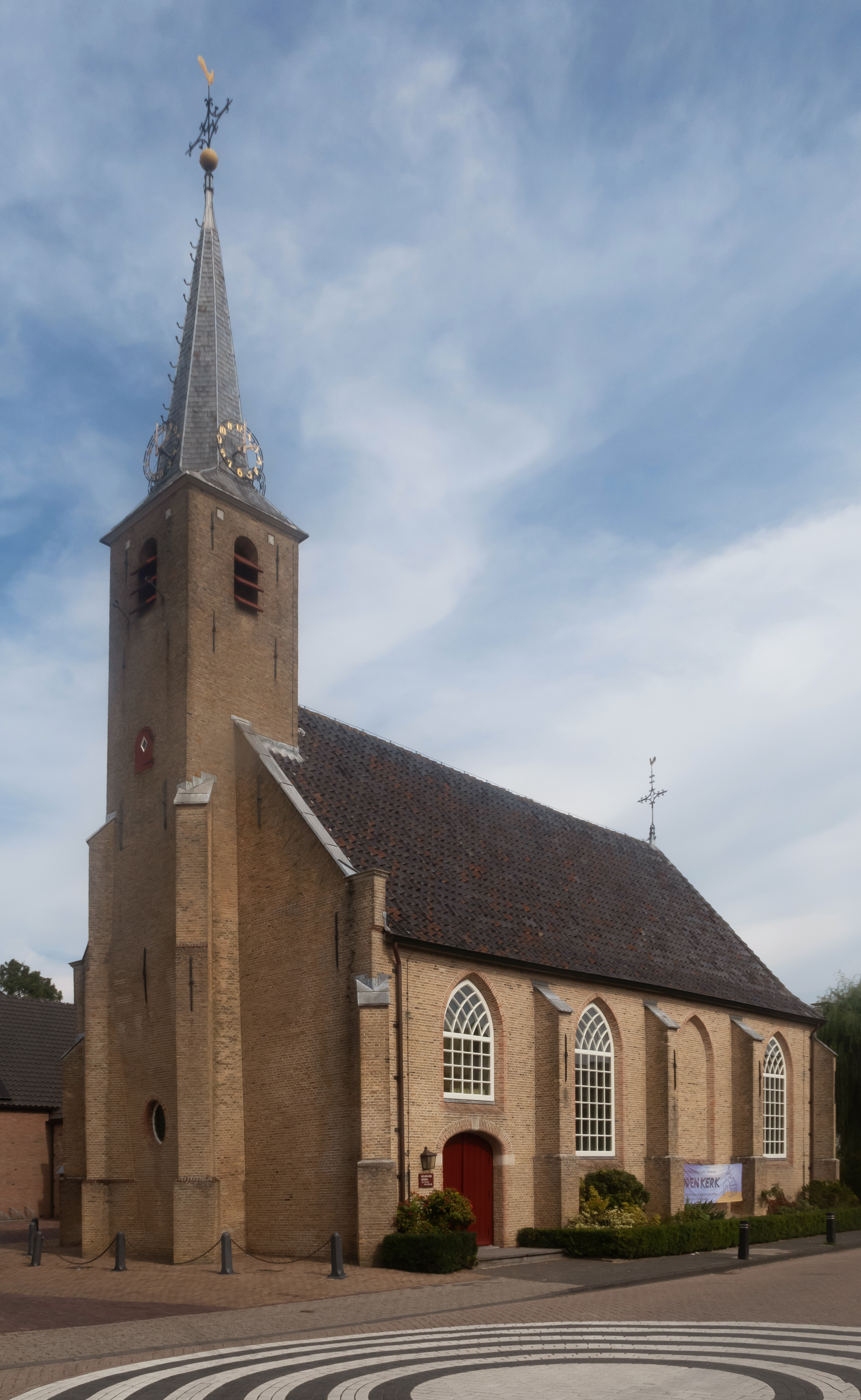
Реформатська церква